# スタンフォード・ブリッジ
スタンフォード・ブリッジ（Stamford Bridge）は、イギリス・ロンドン南西部のハマースミス・アンド・フラム・ロンドン特別区に位置するサッカースタジアムである。
プレミアリーグに所属するチェルシーFCのホームスタジアムであり、サポーターからは"The Bridge"と呼ばれている。

## 歴史
スタンフォード・ブリッジは、1876年に設立され1877年に開場した130年以上の歴史を持つスタジアム。初期は陸上競技用のトラックも備わっていた。フラムFCのホームスタジアムとして提供されたが金銭面からフラムがそれを拒否してしまったため、1905年にホームチームとしてチェルシーFCが設立されホームスタジアムとして使用している。1970年代、財政難に陥ったクラブはオーナーによってスタンフォード・ブリッジを銀行の管理下に置かれた。その窮地にサポーターたちが立ち上がり、ファンによって結成された非営利団体、「チェルシー・ピッチ・オーナーズ」が今後このような事が起きないようにと、スタンフォード・ブリッジの競技場と自由保有権、回転式改札口、チェルシーのネーミングライツ（命名権）を買い占めている。チームの成功とともに、それを支えるファンも急増を続けている。スタンフォード・ブリッジの収容人数を5万人以上にする拡張工事計画も予定されていたが、自治体の反対により今以上の拡張工事は不可能と判断した。そのため2013年にチェルシーは集客人数の増加や財政健全化のために新たなスタジアムへの移転計画を発表したが、スタンフォード・ブリッジの所有権を持つチェルシー・ピッチ・オーナーズは総会にてこれを否決した。2015年にも同様の計画が発表され、2017年には自治体の認可を得たものの、近隣住民の反発に加え「現在の投資環境が好ましくない」として翌年その計画を無期限凍結した。

## 施設概要
ロンドン西部の高級住宅街に位置しているスタンフォード・ブリッジであるが、80年代は古びたスタジアムであった。90年代に入りケン・ベイツ会長が就任すると、スタジアムを中心に再開発が行われた。周囲は「チェルシービレッジ」となっており、高級ホテルやショッピングセンターやレストランなどが建っている。南側スタンド下には巨大なグッズショップ「チェルシーメガストア」も完備。試合がない時でも楽しめる複合的なスポーツ施設となっており、現在ではロンドン西部の観光名所の一つにもなっている。スタンドからピッチまでの距離が非常に近く臨場感が高い。
ボックス型スタジアムであるため、4つの独立したスタンドを構える。そのうち北と南スタンドには特別に名称が存在し、北スタンドにはヘリコプター墜落事故で事故死した1990年代初期のクラブ副会長マシュー・ハーディングの名を冠して「マシュー・ハーディング・スタンド」。南スタンドはサポーター考案の「シェッド・エンド」という愛称が用いられている。

## 交通アクセス

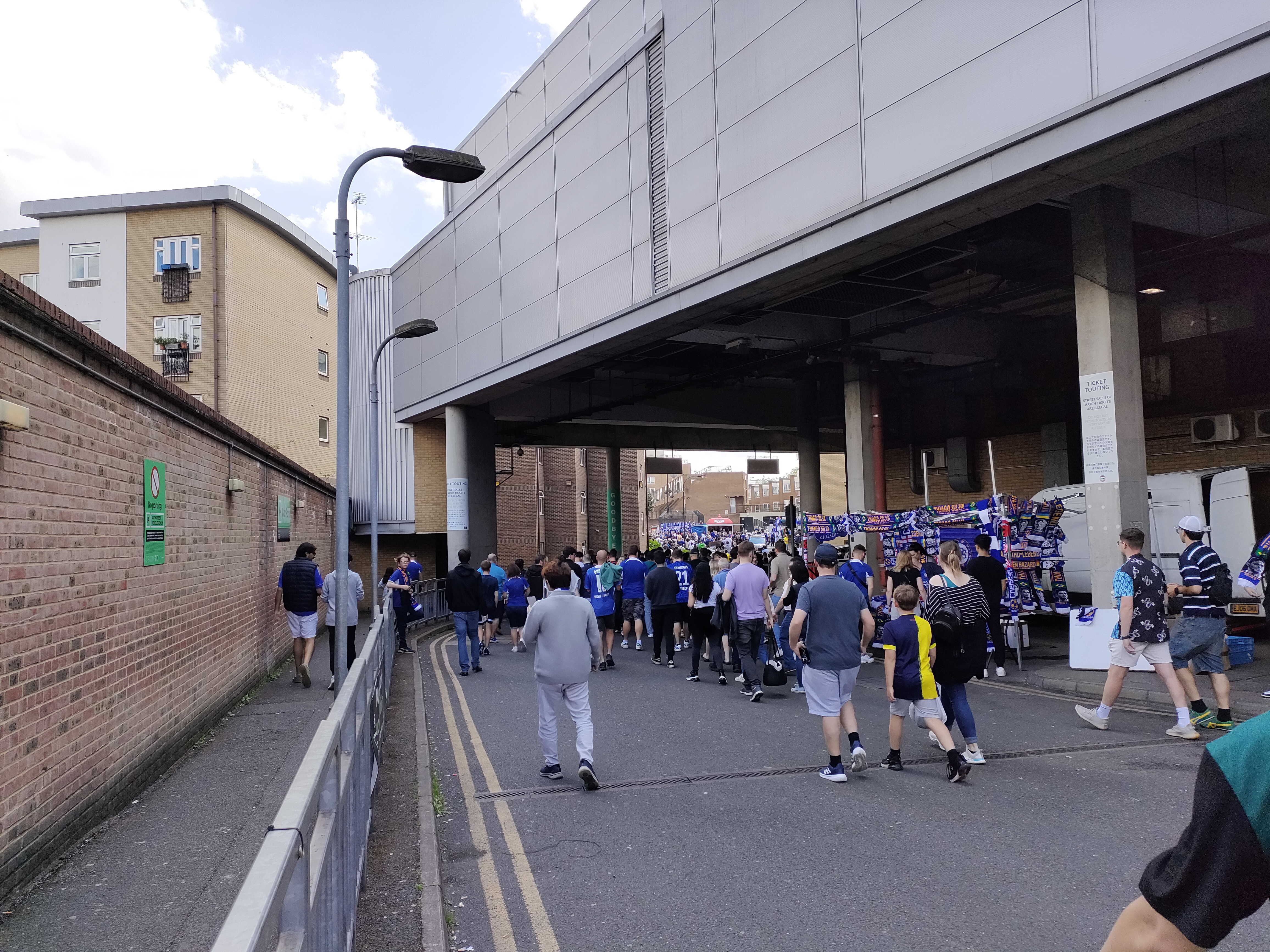
フラム・ブロードウェイ駅からスタジアムへの道中

地下鉄ディストリクト線のフラム・ブロードウェイ駅から徒歩3分程度。

## ギャラリー

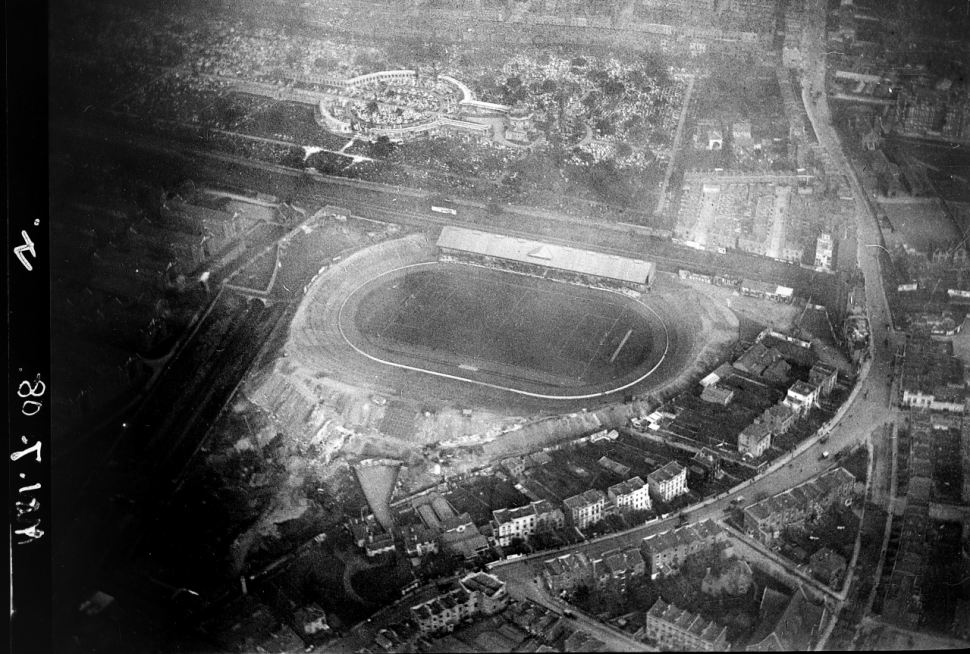
スタジアムの空撮 (1909年)
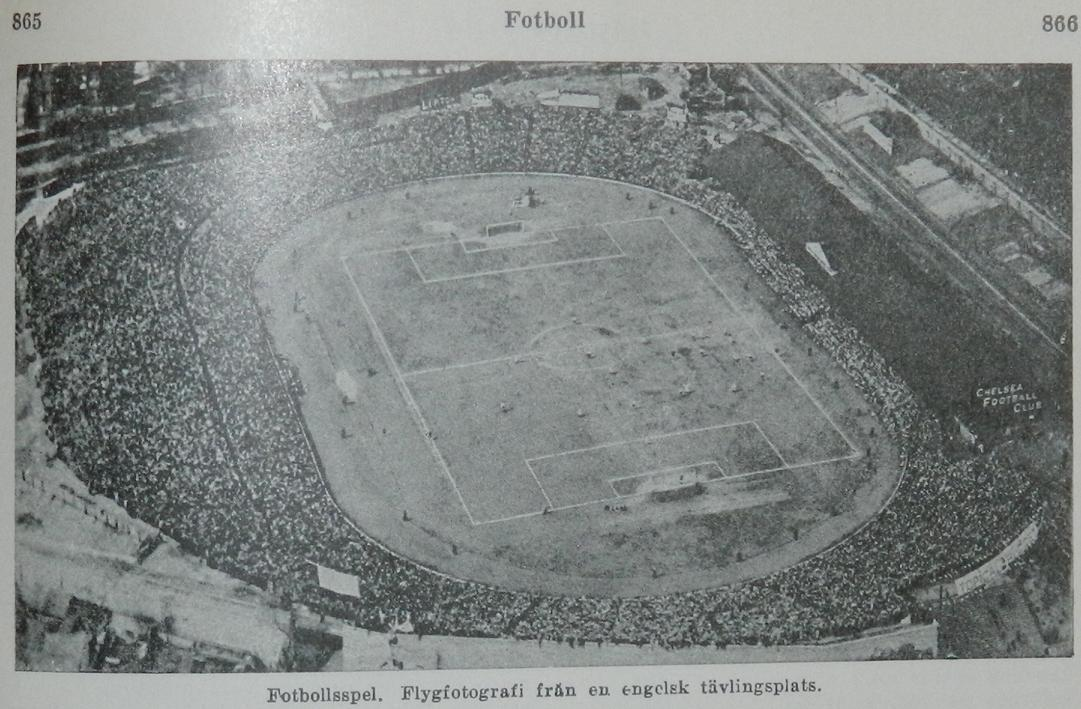
1930年のスタジアム
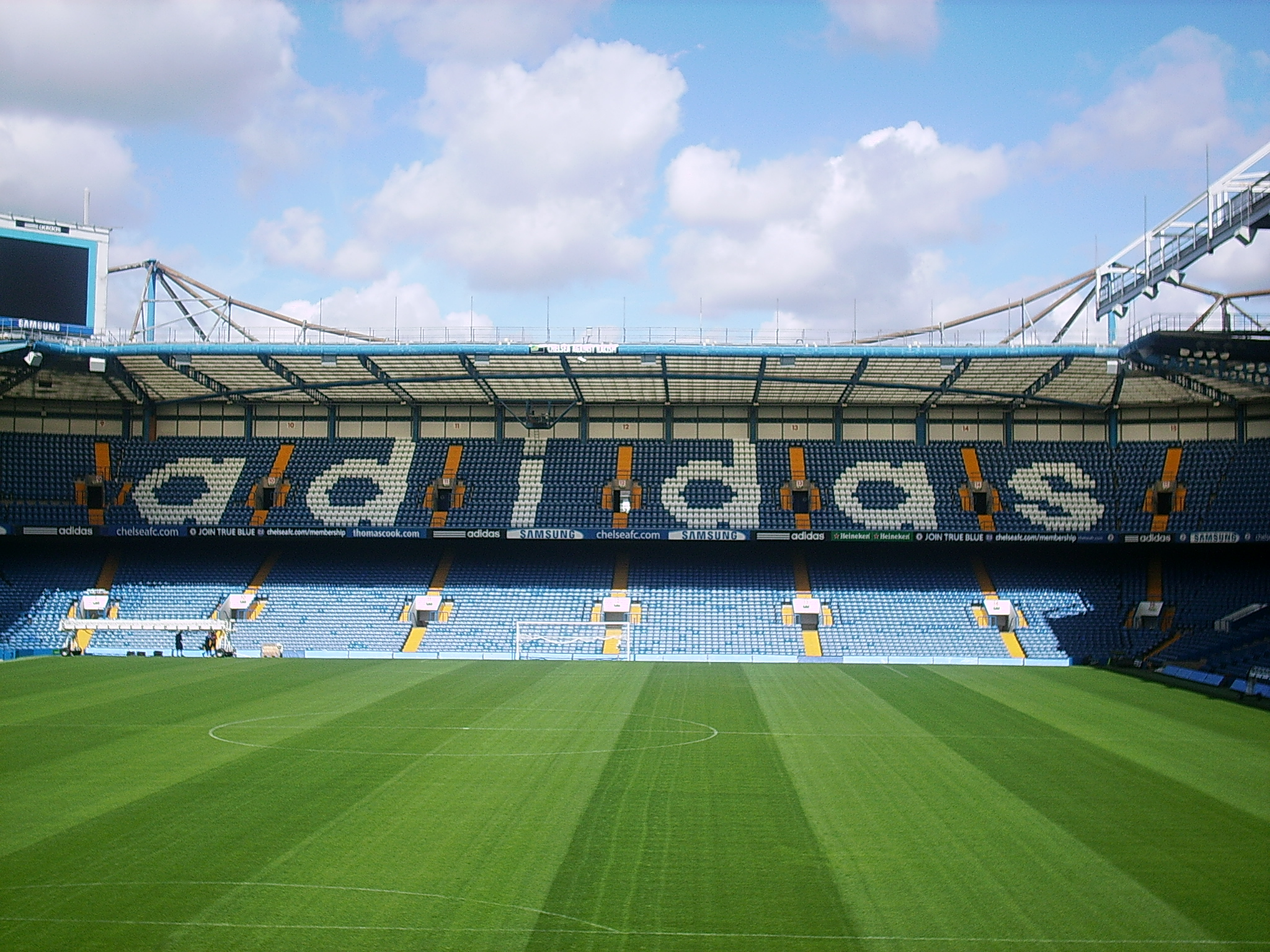
マシュー・ハーディング・スタンド
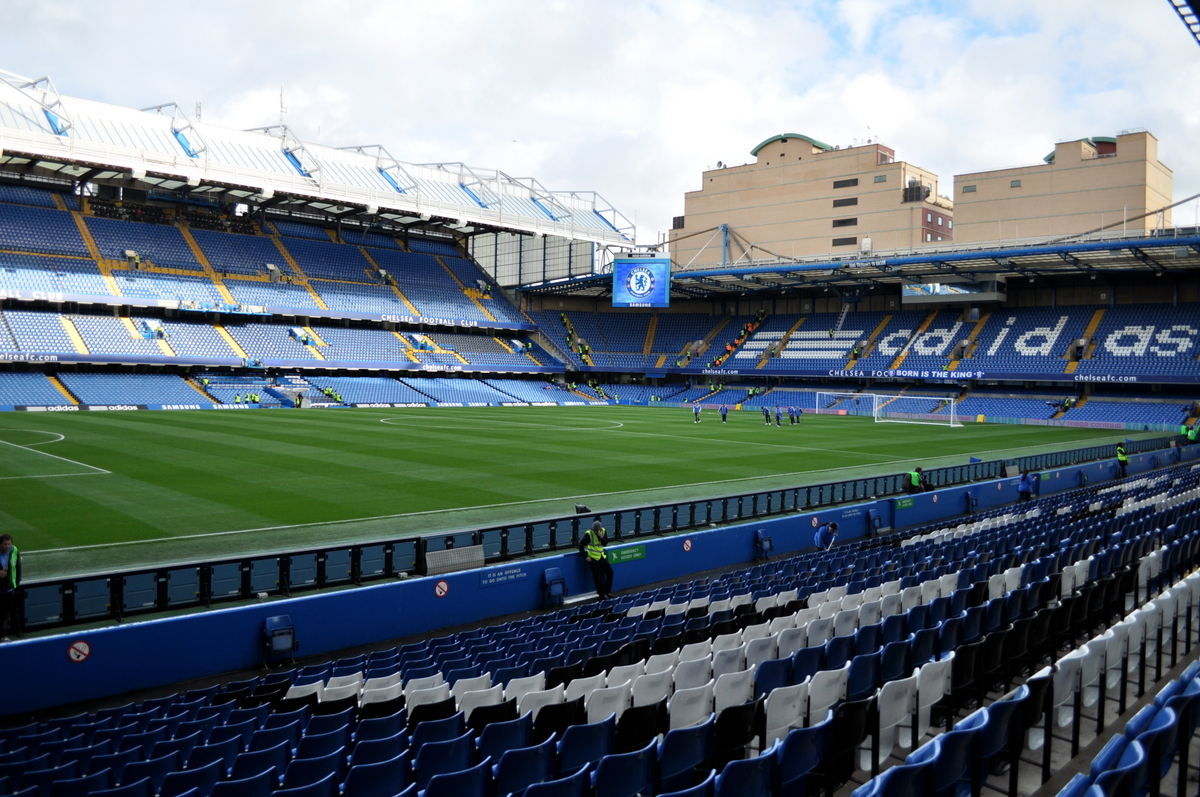
東, 南スタンド
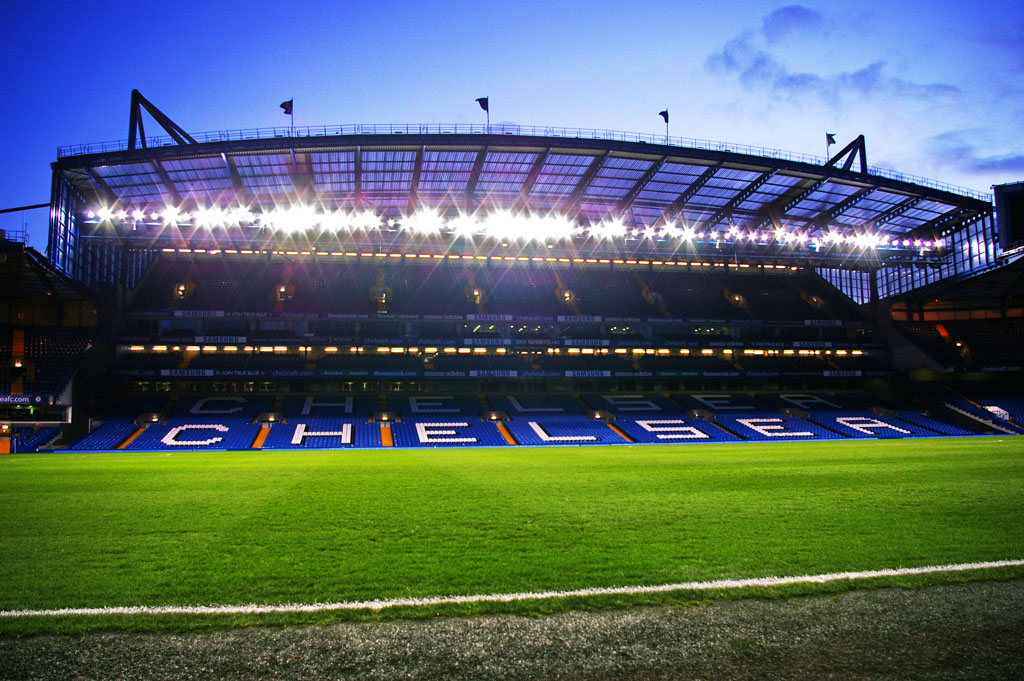
西スタンド
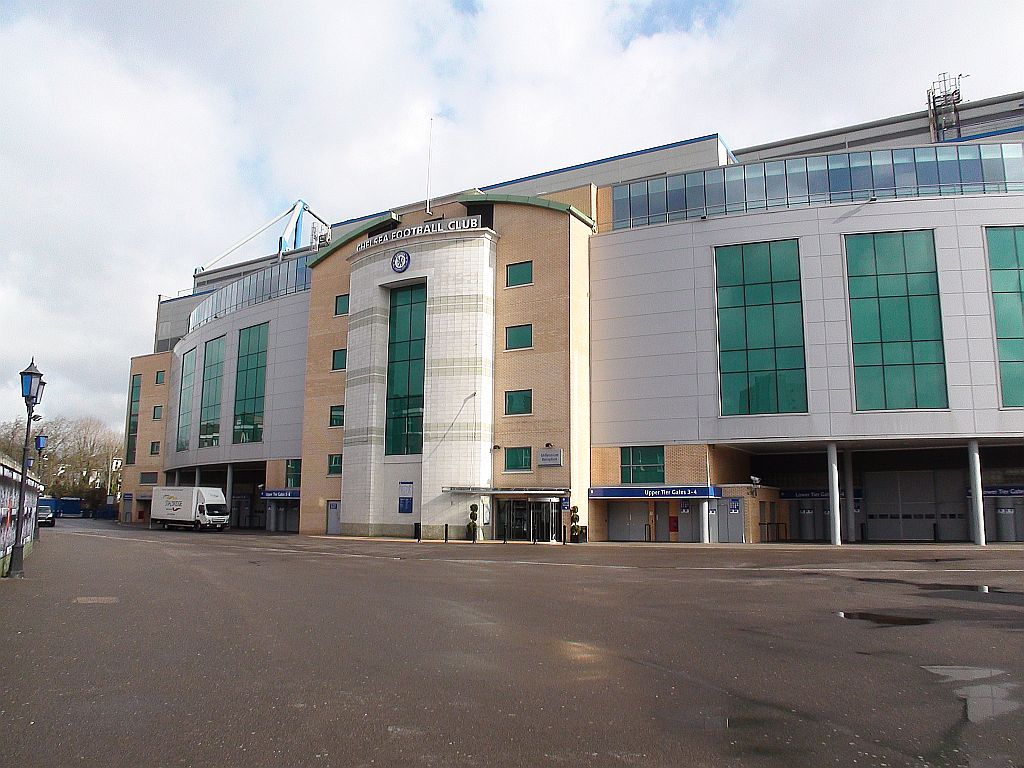
西スタンドの外観
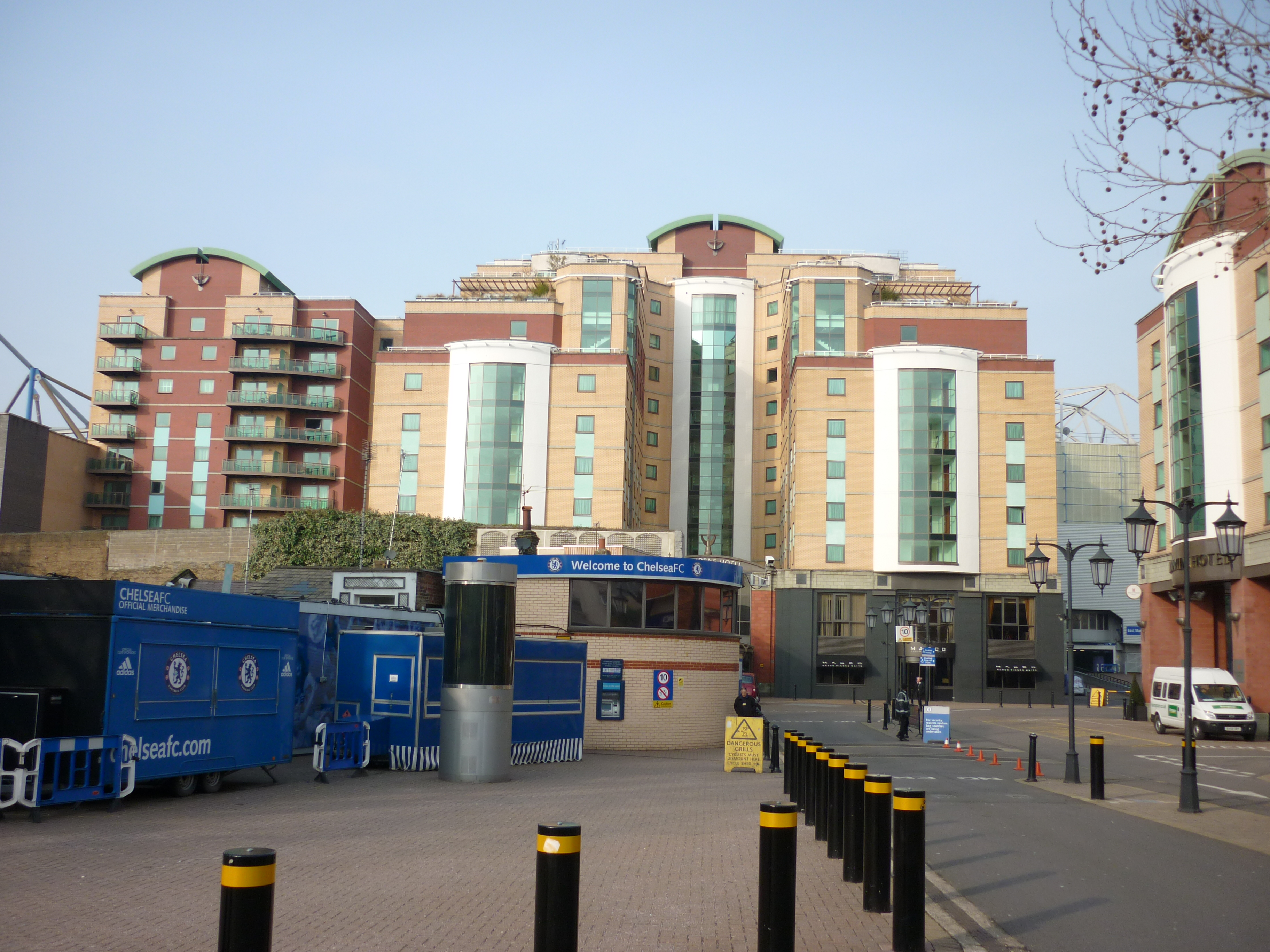
東スタンドの外観
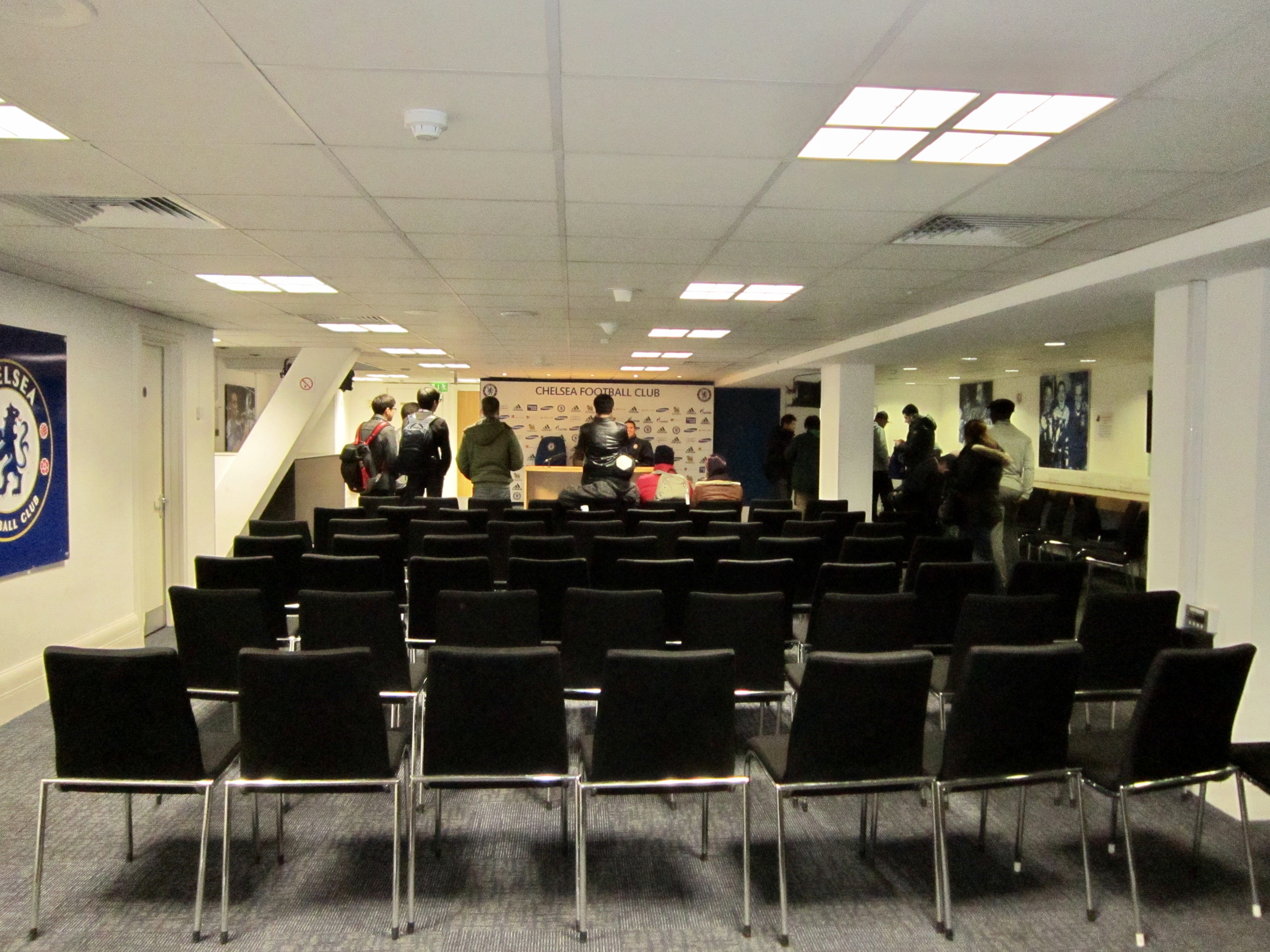
会見室
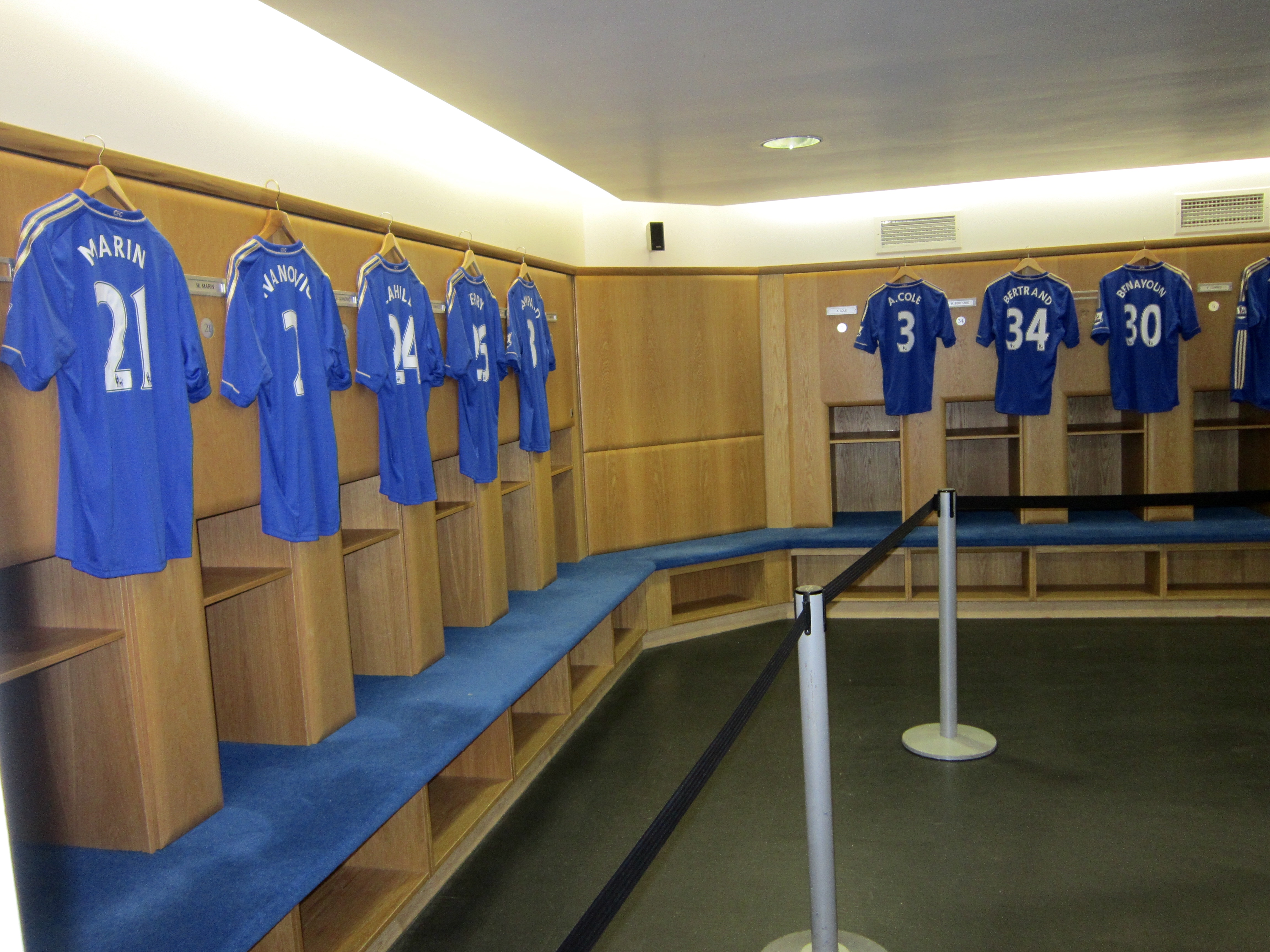
ロッカールーム
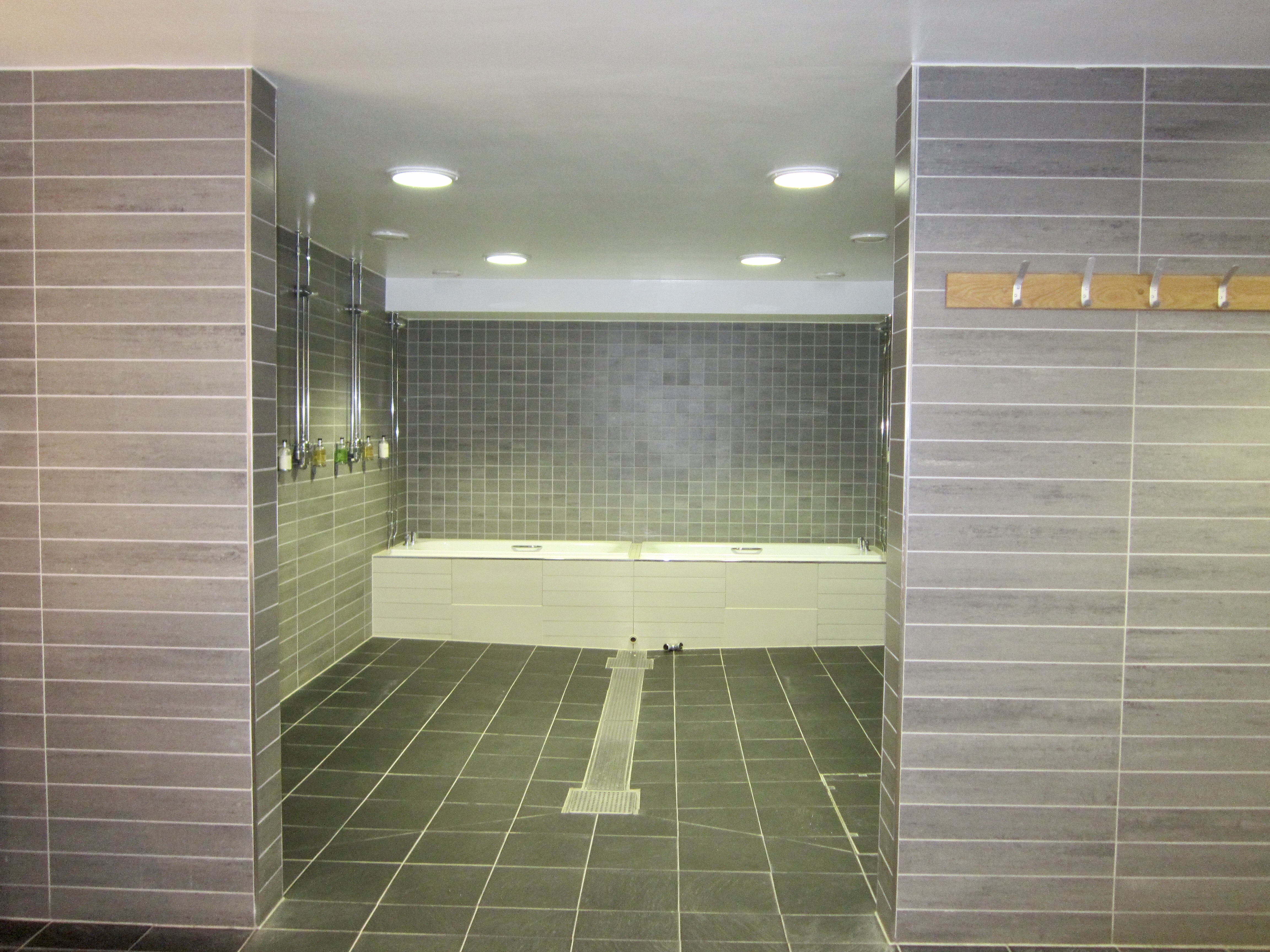
シャワー室